# Jiyūgaoka fujin
Jyûgaoka fujin è un film del 1960 del Kōzō Saeki.
Pellicola di produzione giapponese mai distribuita in Italia, annovera nel cast Ryô Ikebe, Michiyo Aratama e Mie Hama.